# Kriminálka Paříž
Kriminálka Paříž (ve francouzském originále RIS police scientifique) je francouzský televizní seriál, který v letech 2006–2014 vysílal soukromý televizní kanál TF1 Celkem bylo odvysíláno devět řad se 100 díly. V Česku uvedla seriál postupně Česká televize v letech 2011–2016. Seriál byl natočen podle italského seriálu RIS: Delitti imperfetti (uveden na TV Prima pod názvem Nedokonalé zločiny). V červenci 2014 TF1 potvrdila, že seriál bude po devíti řadách ukončen z důvodu neustálého poklesu sledovanosti.

## Charakteristika
Středobodem dění je kriminalistická laboratoř pařížské prefektury a její vědecký tým. Každý z členů je specialista v určitém oboru a kromě kriminálních případů řeší i osobní problémy. Laboratoř vede Marc Venturi, jehož žena údajně zahynula při teroristickém útoku v Maroku, ale Marc po ní nepřestává pátrat. Odjíždí proto do Afriky, aby manželku našel. Po jeho odchodu laboratoř vede Gilles Sagnac a po něm Maxime Vernon. V týmu pracuje bývalý učitel biologie Hugo Chalonges, jehož dcera Cécile je po autonehodě na invalidním vozíku. Malik Berkaoui je specialista na balistiku. Nathalie Giesbertová je odborníkem na chemii a fyziku. Julie Labroová se zaměřuje na elektroniku. Členové týmu se obměňují a místo nich nastupují technik Frédéric Arthaud, Émilie Durringerová a Katia Shriverová. Forenzním vědcům pomáhají patoložka Alessandra Joffrinová, policejní kapitán Pierre Morand a poručík Martine Forestová.

## Obsazení
| Delphine Rollin         | Lucie Ballacková (série 9)              |
| Stéphane Metzger        | Malik Berkaoui (série 1–9)              |
| Coraly Zahonero         | Alessandra Joffrinová (série 1–9)       |
| Laurent Olmedo          | Pierre Morand (série 1–9)               |
| Jean-Luc Joseph         | Frédéric Arthaud (série 4–9)            |
| Laetitia Fourcade       | Émilie Durringerová (série 7–9)         |
| Jean-Pierre Michaël     | Marc Venturi (série 1–2, 5)             |
| Pierre-Loup Rajot       | Hugo Challonges (série 1–6)             |
| Aurélie Bargème         | Nathalie Giesbertová (série 1–5)        |
| Barbara Cabrita         | Julie Labroová (série 1–7)              |
| Claudia Tagbo           | Martine Forestová (série 1–5)           |
| Lizzie Brocheré         | Cécile Challongesová (série 1, 2, 5, 6) |
| Philippe Caroit         | Gilles Sagnac (série 3–6)               |
| Claire Galopin          | Eloïse Soma (série 4, 5)                |
| Jean-Baptiste Marcenac  | Gabriel Valmer (série 4–6)              |
| Michel Voïta            | Maxime Vernon (série 6–8)               |
| Anne-Charlotte Pontabry | Katia Shriverová (série 5–8)            |